# Marc Laudelout
Marc Laudelout, né en 1954 à Louvain, est un éditeur et critique littéraire belge.

## Biographie
Fondateur de La Revue célinienne (trois numéros parus entre 1979 et 1981) puis du Bulletin célinien en 1981, il a écrit et publié plusieurs textes, pour la plupart consacrés à Louis-Ferdinand Céline.

## Publications
- Rivarol, hebdomadaire de l'opposition nationale, postface d'Anne Brassié, Coulommiers, Déterna, 221 p., 2008
- Céline à hue et à dia,  préf. Marc Hanrez & Frédéric Saenen, Paris, La Nouvelle Librairie, coll. "Du côté de Céline", 405 p., 2022  (ISBN 978-2491446772)

## Discographie
- Robert Le Vigan lit Céline. « Nord » et lettres d'exil (1969) (suivi d'un entretien d'Éric Vatré avec Hervé Le Boterf — enregistré en 1998) / édition établie par Marc Laudelout. - Bruxelles : Le Bulletin Célinien, [DL 2008]. - 1 disque compact.
- Arletty : entretien avec Marc Laudelout (témoignage sur Louis-Ferdinand Céline, Albert Paraz, Roger Nimier, Robert Le Vigan, Sacha Guitry, Paul Chambrillon, Marcel Aymé, Georges Simenon, Trotsky et Jean Cocteau). - Vincennes : Frémeaux & Associés ; distrib. Nocturne, [DL 2007]. - 1 disque compact + 1 brochure + 1 f. de pl.
- Autour de Céline (émission d'Éric Vatré diffusée le 02/02/88 sur Radio Courtoisie ; avec Maurice Bardèche, Hervé Le Boterf, Paul del Perugia, Frédéric Vitoux et Arletty) / édition établie par Marc Laudelout. - Cargo, [DL 2005]. - 2 disques compacts.
- Albert Paraz raconte... (Été 1956) - Entretien d'Anne Brassié avec Jacques Aboucaya (Été 2002) (propos de Paraz enregistrés par Paul Chambrillon ; entretien d'Anne Brassié avec le biographe de l'écrivain) / édition établie par Arina Istratova et Marc Laudelout. - Paris : le Livre d'histoire-Lorisse, [DL 2005]. - 2 disques compacts.

## Ouvrages édités
- Pierre Lainé, Céline / édition établie par Arina Istratova et Marc Laudelout. - Grez-sur-Loing : Pardès, impr. 2005. - 127 p. : ill., couv. ill. en coul. ; 21 cm. - (Qui suis-je ?, ISSN 1624-1568).
- Pierre-Antoine Cousteau, En ce temps-là / préface de Lucien Rebatet ; édition établie par Arina et Marc Laudelout. - Coulommiers : Déterna, 2004. - 237 p. : ill., couv. ill. ; 21 cm. - (En ce temps-là).
- Henri Poulain, Entre Céline et Brasillach / édition établie par Arina Istratova et Marc Laudelout. - Bruxelles, Le Bulletin célinien, 2003. - in-8, 118 p. : reprod., couv. ill. (Assorti d'une présentation signée Marc Laudelout, avec des lettres inédites de Céline et de Brasillach).
- Alain de Benoist, Céline et l'Allemagne, 1933-1945. Une mise au point. - Bruxelles, Le Bulletin célinien, 1996. - 109 p.
- Olivier Mathieu, Les Deux Cortèges (Abel Bonnard et Louis-Ferdinand Céline) / édition de luxe pour bibliophiles. - Belgique, Van Bagaden, 1989. - 4 p. : tirage réduit à 180 exemplaires. - (Céliniana).
- Pol Vandromme, Du côté de Céline, Lili. - Bruxelles : La Revue célinienne, 1983. -  152 p. : broché ; 22 cm.
- Pol Vandromme, Georges Brassens : le petit père. - Bruxelles : Marc Laudelout, 1983.
- Pol Vandromme, La singularité d'être wallon. - Bruxelles : Marc Laudelout, 1983. -  139 p. ; 22 cm.
- Pol Vandromme, Les Gribouilles du repli wallon. - Bruxelles : Marc Laudelout, 1983 (sur le Manifeste pour la culture wallonne). -  100 p. ; 22 cm.
- Pol Vandromme, Un été acide. - Bruxelles : Marc Laudelout, 1983. - 148 p.
- Pol Vandromme, La France vacharde. - Bruxelles : La Revue célinienne, 1982 (pastiche célinien). -  131 p. ; 17x11.
- Pol Vandromme, Robert Le Vigan, compagnon et personnage de Céline. - Bruxelles : La Revue célinienne, 1980.